# Хуейшань (храм)
Хуейшань (кит.: 會善寺, піньінь: Huì shàn sì) — старовинний буддийський комплекс з храму і монастиря біля священної гори Суншань в китайській провінції Хенань. Як складова частина Історичних пам'ятників Денфен в «Центрі Неба та Землі» у 2010 році увійшов до переліку Світової спадщини ЮНЕСКО. Інша назва храм Ваньшу. Декілька разів за історію руйнувався та відновлювався.

## Історія
З огляду на священний статус гори Суншань на цьому місті з давних давен споруджувалися святилища та храми. За часів імператора Мін-ді з династії Пізня Хань тут зведено було храм (в ньому молилася за здоров'я імператора), який в ході падіння династії було зруйновано. В часи династії Східна Цзінь у 326—334 роках зведено новий храм. В подальшому він також зазнав нищення.
Є одним з ранніх буддійських храмів. На цьому місці зведено в часи правління імператора Сяо Вень-ді з династії Півгнічна Вей імператорський палац. Завершено будівництво у 520 році імператором Сяо-мін-ді, який перетворив палац на буддійський храм. У 585 році імператор Вень-ді надав йому ім'я Сун'юе.
За перших правителів династії Тан тут відбувалося значне будівництво вівтарів та веж. Храм, під час поїздки до гори Суншань, відвідала імператриця У Цзетянь. Вона призначила настоятеля храму Міцзяо наставником імператора. Міцзяо і його учні стали засновниками вівтаря прийняття обітниць всередині монастиря. Згодом на території храмового комплексу оселився відомий послідовник чань-буддизму Даоань, який молився за процвітання країни.
В період П'яти династій Хуейшань зазнав занепаду, а в часи династії Пізня Лян його було зачинено. Відновлення відбулося за часи династії Північна Сун, зокрема головної зали. Тоді ж він отримав теперішню назву. У 972 році зведено величний вівтар.
За правління династії Юань у 1264 році отримав нове ім'я — Ваньшу, яке зберігав до 1295 року, коли повернув колишнє. Водночас в часи юаньського володарювання пережив піднесення, яке перервалося численними повстаннями 2-ї пол. XIV ст., що зашкодили будівлям храму. Великі ремонтні роботи відбувалися під правління представників династій Мін та Цін.
25 червня 2001 року уряд КНР визнав храм об'єктом національної спадщини. У 2010 році Хуейшань увійшов до переліку Всесвітнього спадщини ЮНЕСКО в Китаї.

## Опис

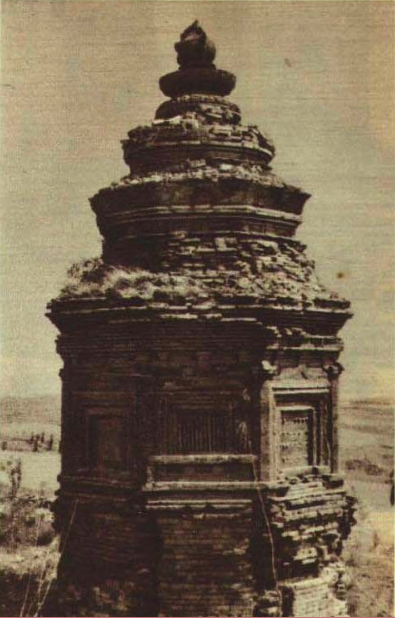

Розташовано біля піку Цзіцуй гори Суншань, на північний захід від міста Денфен, на відстані від нього у 6 км. Загальна площа становить 68.2 га (буферна зона — 373 га). Оточений пишними лісами та численними річечками. Найчисленнішими є кипариси, яких нараховується близько 2000. Також численні тут дерева гінкго, з яких вирізняються 2 заввишки 20 м і завтовшки 4 м.
На території знаходяться також численні вежі, вівтарі, ступи, 33 стели періодів Тан, Мін, Цін, зображення будд, інші статуї. Головна будівля зовнішнє являє собою восьмикутну цегляну вежу, де відчуваються стилі Тан і Юань. В середині переобладнена у стилі цінської архітектури. Зали прикрашені фресками, виконаними в стилі, не характерному для традиційного китайського живопису.
Цікавинками храмового комплексу є великий залізний дзвін, що встановлено за наказом імператора Чжу Цзяньшень з династії Мін у 1471 році (він заввишики більше 1 м і вагою 650 кг); скляний вівтар (10 м заввишки і 8.46 м по періметру); скляний павільйон заввишки 4,5 м, що має форму пагоди; 3 шестисторонні цегляні вежі, кожна має висоту 1,5 м (поруч з павільйоном).